# Regierungsbezirk Gießen
Gießen is een van drie Regierungsbezirke (regio's) van Hessen, een deelstaat van Duitsland.
| Kreise (districten)                                                                                  | Kreisfreie Städte (stadsdistricten) |
| --- | ----------------------------------- |
| 1. Lahn-Dill-Kreis 2. Gießen (district) 3. Limburg-Weilburg 4. Marburg-Biedenkopf 5. Vogelsbergkreis | geen                                |

## Regierungspresidenten
- 1981-1987: Knut Müller (SPD)
- 1987-1989: Tilman Pünder (CDU)
- 1989-1991: Alois Rhiel (CDU)
- 1991-1999: Hartmut Bäumer (Grüne)
- 1999-2009: Wilfried Schmied (CDU)
- sinds 2009: Lars Witteck (CDU)